# Hedychium satyanarayanum
Hedychium satyanarayanum là một loài thực vật có hoa trong họ Gừng. Loài này được S.C.Srivast. mô tả khoa học đầu tiên năm 1999.